# Conseil fédéral (Suisse)
Pour les articles homonymes, voir Conseil fédéral et Bundesrat.
Le Conseil fédéral (en allemand : Bundesrat ; en italien : Consiglio federale ; en romanche : Cussegl federal) est l'organe exécutif de la Confédération suisse.
Le Conseil fédéral est formé de sept membres élus ou réélus le même jour l'un après l'autre. Traditionnellement, un conseiller fédéral est réélu jusqu'à sa démission et les cas de non-réélection sont extrêmement rares (quatre entre 1848 et 2023). 
Le Conseil fédéral est une autorité directoriale remplissant simultanément les rôles de chef du gouvernement et de chef de l'État et fonctionnant sur le principe de la collégialité (autrement dit le pouvoir est assumé collectivement). Chacun de ses membres est responsable de l'un des sept départements de l'administration fédérale.
Le président de la Confédération et le vice-président sont choisis au sein du Conseil fédéral, et élus par l'Assemblée fédérale pour un an. Le président est un primus inter pares, avec un simple rôle de représentation. Son élection se fait traditionnellement par rotation (tournus) sur la base de l'ancienneté des membres.

## Histoire

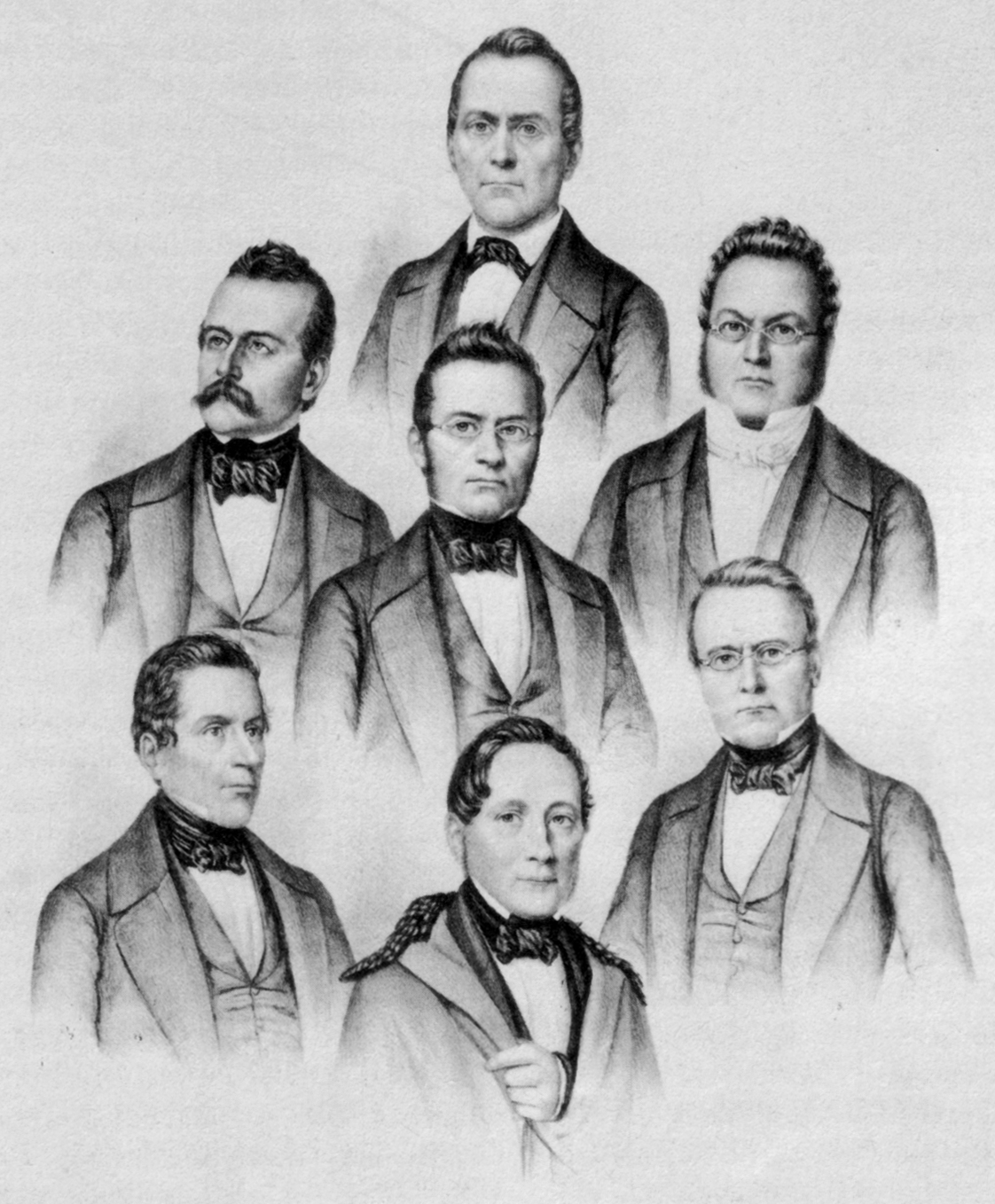
Portraits du premier Conseil fédéral élu le 16 novembre 1848. Pour une présentation détaillée, voir État fédéral de 1848.

Le Conseil fédéral est créé par la constitution fédérale de 1848 en tant qu'organe exécutif du nouvel État fédéral ; le premier Conseil est élu le 16 novembre par la nouvelle Assemblée fédérale pour une durée de trois ans. Le fonctionnement du Conseil et de l'administration s'inspire de plusieurs modèles, qu'ils soient locaux — l'organisation de certaines villes et cantons suisses ou le Directoire de la République helvétique, en particulier pour l'idée de collégialité — ou étrangers comme les États-Unis pour l'organisation générale de l'administration, à l'exception du système présidentiel. Pendant les premières années, le fonctionnement du Conseil est basé très fortement sur la collégialité ; même si chaque conseiller est déjà à la tête de son département, les tâches sont encore suffisamment simples pour permettre ce système. En 1874, la révision de la constitution entraîne un alourdissement des tâches du Conseil et force dans les faits les conseillers à se concentrer plus spécifiquement sur leur département, la collégialité restant de mise pour les décisions prises en commun.
En 1931, l'augmentation de la durée du mandat du Conseil fédéral et de l'Assemblée fédérale de trois à quatre ans est acceptée en votation populaire. En 1959, le départ simultané de quatre conseillers fédéraux ouvre la voie à une redistribution des sièges au gouvernement ; ce sera l'introduction de la formule magique, règle non écrite qui attribue les sièges aux partis politiques en fonction de leur force à l'Assemblée fédérale.
Lors des discussions concernant la révision de la constitution en 1999, l'idée d'abroger la clause des cantons, qui limite les cantons à un seul représentant au Conseil fédéral, est jugée trop controversée et reportée à une votation séparée ; finalement, le peuple et les cantons acceptent son abrogation en février 1999.
Entre 1848 et 2008, le Conseil fédéral a été une institution extrêmement stable, et il a toujours fonctionné selon les principes définis dans la constitution de 1848, les changements apportés au système dans l'intervalle ayant été mineurs. Cette stabilité est aussi observable au point de vue de la composition, le Conseil n'ayant jamais été renouvelé intégralement, garantissant ainsi une continuité à long terme. Néanmoins, de nombreuses propositions de changements ont été faites au cours des années, le plus souvent sans succès. Une idée qui revient régulièrement est l'élection du Conseil fédéral directement par le peuple, plutôt que par l'Assemblée fédérale ; le Parti socialiste a déposé deux initiatives à cette fin, mais celles-ci ont été rejetées en votation les 4 novembre 1900 et 25 janvier 1942,. Dans les années 1990 et 2000, cette idée est revenue dans le débat public sous l'impulsion de l'Union démocratique du centre.
En 1996, le Conseil fédéral propose un projet concernant l'organisation du gouvernement qui aurait introduit des secrétaires d'État supplémentaires pour décharger les conseillers fédéraux. À la suite d'un référendum, le peuple rejette ce projet la même année, les arguments avancés étant le rôle mal défini et le coût induit par de nouveaux hauts fonctionnaires. En août 2008, le Parti socialiste, par la voix de son président Christian Levrat, propose l'introduction d'une procédure de destitution du Conseil fédéral, une idée qui a été accueillie froidement par les autres partis.

## Composition
| Portrait            | Nom                       | Fonction | Parti | Parti     | Canton     | Date d'élection   |
| ------------------- | ------------------------- | --- | ----- | --------- | ---------- | ----------------- |
| Guy Parmelin        | Guy Parmelin              | Vice-président du Conseil fédéral depuis le 1er janvier 2025 Chef du Département fédéral de l'économie, de la formation et de la recherche (DEFR) |       | UDC       | Vaud       | 9 décembre 2015   |
| Ignazio Cassis      | Ignazio Cassis            | Chef du Département fédéral des affaires étrangères (DFAE)                                                                                        |       | PLR       | Tessin     | 20 septembre 2017 |
| Karin Keller-Sutter | Karin Keller-Sutter       | Présidente du Conseil fédéral depuis le 1er janvier 2025 Chef du Département fédéral des finances (DFF)                                           |       | PLR       | Saint-Gall | 5 décembre 2018   |
| Albert Rösti        | Albert Rösti              | Chef du Département fédéral de l'environnement, des transports, de l'énergie et de la communication (DETEC)                                       |       | UDC       | Berne      | 7 décembre 2022   |
| Alain Berset        | Élisabeth Baume-Schneider | Chef du Département fédéral de l'intérieur (DFI)                                                                                                  |       | PS        | Jura       | 7 décembre 2022   |
| Beat Jans           | Beat Jans                 | Chef du Département fédéral de justice et police (DFJP)                                                                                           |       | PS        | Bâle-Ville | 13 décembre 2023  |
| Martin Pfister      | Martin Pfister            | Chef du Département fédéral de la défense, de la protection de la population et des sports (DDPS)                                                 |       | Le Centre | Zoug       | 12 mars 2025      |

### Élection
L'élection du Conseil fédéral a lieu tous les quatre ans, au mois de décembre, juste après le renouvellement intégral de l'Assemblée fédérale ou après l'annonce d'une démission ou le décès d'un conseiller en poste. Tout citoyen ou citoyenne suisse éligible au Conseil national peut être élu et il n'y a pas besoin de se déclarer candidat préalablement.
L'Assemblée fédérale vote à bulletin secret sur plusieurs tours, par ordre d'ancienneté de fonction, ; n'importe quel candidat peut recevoir des voix lors des deux premiers tours. Si aucun d'entre eux n'obtient la majorité absolue, celui qui a obtenu le plus petit nombre de voix est retiré de la liste pour les tours suivants, jusqu'à l'élection du vainqueur.
Si certaines élections se déroulent sans surprise, comme l'élection au premier tour de la démocrate-chrétienne Doris Leuthard, unique candidate officielle en 2006, d'autres font l'objet de longues discussions et marchandages entre différents partis, en particulier pendant la nuit précédant l'élection, surnommée « nuit des longs couteaux » ; l'issue est souvent incertaine jusqu'au dernier moment et les coups de théâtre ne sont pas rares, comme lors de la non-réélection de Christoph Blocher.
Avant l'élection, le parti qui revendique le siège vacant selon la « formule magique » propose généralement un candidat officiel mais il arrive fréquemment que ces candidatures ne soient pas acceptées par l'Assemblée fédérale, le cas le plus spectaculaire remontant à 1973 où trois candidats officiels sont écartés, les autres partis cherchant alors un candidat leur convenant mieux, comme ce fut le cas par exemple avec les non-élections des socialistes Lilian Uchtenhagen en 1983 et Christiane Brunner en 1993. Pour prévenir un tel désaveu, les partis ont tendance à présenter plusieurs candidats, offrant ainsi un choix minimum aux parlementaires. La première double candidature est celle des démocrates du centre Leon Schlumpf et Werner Martignoni (de) en 1979, suivie de nombreux autres « tickets », parfois masculin-féminin (Pascal Couchepin et Christiane Langenberger en 1998) ou uniquement féminin (Ruth Metzler-Arnold et Rita Roos en 1999, Micheline Calmy-Rey et Ruth Lüthi en 2002).
Le phénomène des candidatures multiples a pour effet d'augmenter le nombre de tours de scrutins. Alors qu'entre 1962 et 1987, les élus le sont au premier tour, seuls Kaspar Villiger et Doris Leuthard sont désignés dans ces conditions au cours des vingt dernières années. Adolf Ogi, Hans-Rudolf Merz, Eveline Widmer-Schlumpf et Alain Berset sont désignés au deuxième tour, Ruth Dreifuss et Christoph Blocher au quatrième tour, Moritz Leuenberger, Pascal Couchepin et Micheline Calmy-Rey au cinquième tour et Joseph Deiss ainsi que Samuel Schmid au sixième tour.

#### Liste des élections
| Période   | Nouveaux élus | Réélus | Non réélus |
| --------- | ------------- | ------ | ---------- |
| 1848-1899 | 36            | 105    | 2          |
| 1900-1949 | 28            | 96     | 0          |
| 1950-1999 | 40            | 79     | 0          |
| 2000-2019 | 15            | 30     | 2          |

### Démissions et non-réélections
Une fois qu'un conseiller fédéral a été élu pour un mandat de quatre ans, la loi ne prévoit aucune possibilité de lui retirer sa charge, que ce soit par le peuple, l'Assemblée fédérale (par exemple sous la forme d'une motion de censure) ou la justice. En septembre 2008, l'Assemblée fédérale ajoute à la loi une procédure permettant de reconnaître l'incapacité d'un conseiller fédéral ou du chancelier.
Un conseiller peut être réélu sans limite et il a été historiquement rare pour l'Assemblée fédérale de ne pas réélire un conseiller en fonction : cela n'est arrivé que quatre fois.
Le 6 décembre 1854, le Bernois Ulrich Ochsenbein n'est pas réélu. Battu lors des élections au Conseil national de l'automne 1854, il est victime des changements dans la configuration politique du canton de Berne. Les radicaux et les conservateurs se mettent à collaborer et Ochsenbein se trouve pris entre deux feux. Il n'est pas présent, car parti à la chasse, le jour de l'élection au Conseil fédéral. Au sixième tour, c'est le Bernois Jakob Stämpfli qui est élu.
Le 7 décembre 1872, Eugène Borel est élu au deuxième tour par 90 voix contre 73 au sortant Jean-Jacques Challet-Venel. L'échec de Challet-Venel trouve son explication dans son opposition à la révision de la constitution de 1848 lors de la votation de 1872 qui consacre l'échec provisoire des partisans de la révision qui finit toutefois par être acceptée en 1874.
Le 10 décembre 2003, Ruth Metzler-Arnold n'est pas réélue et est remplacée par Christoph Blocher, ce qui a pour effet de modifier la structure politique du Conseil fédéral.
À son tour, le 12 décembre 2007, Blocher n'est pas réélu et c'est un autre membre de l'Union démocratique du centre, Eveline Widmer-Schlumpf, qui obtient les suffrages de l'Assemblée fédérale.
En pratique, les conseillers restent la plupart du temps en fonction jusqu'à ce qu'ils désirent se retirer, en moyenne après environ dix ans. Un certain nombre de démissions ont été forcées à la suite du rejet en votation populaire d'un projet porté par le conseiller fédéral en question :
- en 1891 : démission d'Emil Welti (radical argovien) à la suite de l'échec de son projet d'étatisation des chemins de fer ;
- en 1934 : démission d'Heinrich Häberlin (radical thurgovien) à la suite du rejet du projet sur la protection de l'ordre public ;
- en 1953 : démission de Max Weber à la suite du rejet du régime financier (retour des socialistes dans l'opposition pendant six ans).

D'autres conseillers ont été poussés à la démission en raison du contexte politique :
- 19 juin 1917 : démission d'Arthur Hoffmann (radical saint-gallois) en raison de son immixtion imprudente entre des États belligérants (Russie et Allemagne) pendant la Première Guerre mondiale ;
- 22 mars 1934 : démission inopinée de Jean-Marie Musy (conservateur fribourgeois) à cause du désaccord qui l'opposait à Edmund Schulthess (radical) sur la politique économique et financière ;
- 31 décembre 1944 : démission de Marcel Pilet-Golaz (radical vaudois). Après la capitulation de la France (Seconde Guerre mondiale), il a tenu, en tant que président de la Confédération, un discours faisant clairement allusion à un « ordre nouveau » et à une démocratie « plus autoritaire ». Il a par la suite refusé de s'expliquer sur ses sympathies envers les gouvernements fascistes ;
- 28 novembre 1966 : démission de Paul Chaudet (radical vaudois). Le chef du Département militaire perd, à la suite de l'affaire des avions Mirage, l'appui des radicaux qui ne veulent pas le proposer à la vice-présidence du Conseil fédéral et désirent lever cette hypothèque avant les élections de 1967 ;
- 12 janvier 1989 : démission d'Elisabeth Kopp (radicale zurichoise) un mois après son élection à la vice-présidence du Conseil fédéral. En tant que conseillère fédérale responsable de la justice, elle a adressé un coup de fil à son mari, le mettant en garde par rapport à des affaires douteuses dans lesquelles il a probablement été impliqué. Le substitut du procureur de la Confédération l'a ensuite soupçonnée d'avoir violé le secret de fonction dans l'affaire Sakarchi Trading SA, une accusation dont elle sera blanchie par le Tribunal fédéral en 1990[26].

## Représentativité
La loi ne fixe que peu de critères sur la représentativité des membres du Conseil. Jusqu'en 1999, un canton ne pouvait avoir qu'un seul représentant au Conseil fédéral mais, devant la difficulté de l'application de cette règle, elle est remplacée par une règle plus générale indiquant que les différentes régions et communautés linguistiques devaient être équitablement représentées.
Au-delà de ce critère légal, toute une série de règles non écrites ont de l'importance au moment d'élire un nouveau conseiller fédéral et le choix des candidats dépend de leur parti, langue et canton d'origine, de la parité homme-femme, rendant certaines fois difficile le choix d'un candidat idéal.

### Régions

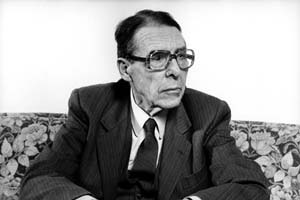
Le canton de Bâle-Ville est représenté pour la seconde fois au Conseil fédéral avec l'élection de Hans Peter Tschudi en 1959, bien que Bâle soit la deuxième ville la plus peuplée de Suisse durant la plus grande partie du XXe siècle.

L'origine géographique cantonale et linguistique des candidats joue un rôle déterminant, bien que non précisément défini. Le Conseil fédéral ne doit pas seulement être représentatif des forces politiques en présence mais également des minorités linguistiques ou culturelles : Suisse romande (minorité francophone), Tessin (minorité italophone) mais aussi Suisse du Nord-Ouest (région de Bâle), Suisse orientale (en dehors des grands centres urbains comme Zurich), Suisse centrale, ainsi qu'officieusement des deux religions majoritaires (catholiques et protestants). Ce rééquilibrage des ensembles linguistiques en présence est d'ailleurs l'une des principales justifications de l'élection du Conseil fédéral par l'Assemblée fédérale : en cas d'élection par le peuple sans clause régionale, la majorité alémanique serait en mesure d'élire la totalité des conseillers fédéraux.
Néanmoins, si l'on compte le nombre de sièges à partir de 1848 des différents grandes régions (d'après la classification de l'Office fédéral de la statistique) par rapport à leurs taux de la population nationale, l'on constate qu'il y a plusieurs régions qui ont été sous-représentées dans le cours de l'histoire du pays. La différence entre le nombre effectif de conseillers fédéraux et le nombre de demandes en fonction de la population est particulièrement nette, notamment dans le cas du nord-ouest de la Suisse, c'est-à-dire de la région de Bâle. Depuis 1848, le canton de Bâle-Ville a été représenté trois fois au conseil fédéral, le dernier étant le conseiller fédéral en fonction Beat Jans, élu en décembre 2023. Le canton de Bâle-Campagne, ne fut représenté qu'une seule fois avec Emil Frey en 1891. Cela signifie que les sièges, qui sont accordés constitutionnellement aux minorités linguistiques, sont allés à l'intérieur de la Suisse alémanique, à quelques exceptions près, aux dépens de la région de Bâle,,,.
| Grande Région        | Nombre de sièges | Déviation en comparaison avec le taux de la population |
| -------------------- | ---------------- | ------------------------------------------------------ |
| Espace Mittelland    | 33               | 3 sièges de plus                                       |
| Région lémanique     | 23               | 3 sièges de plus                                       |
| Tessin               | 8                | 3 sièges de plus                                       |
| Zurich               | 20               | 1 siège de plus                                        |
| Suisse orientale     | 17               | 1 siège de moins                                       |
| Suisse centrale      | 8                | 2 sièges de moins                                      |
| Suisse du Nord-Ouest | 8                | 7 sièges de moins                                      |

Jusqu'en 1999, la constitution interdit l'élection de plus d'un conseiller fédéral par canton. Le lieu d'origine puis le lieu de domicile sont les critères déterminants. Cette règle sera contournée par les déménagements « administratifs » de dernière minute de plusieurs candidats tels que Ruth Dreifuss ou Gilles Petitpierre,. Devant les difficultés d'application, ce critère est supprimé lors de la votation du 7 février 1999. Il est ainsi possible d'élire deux membres d'un même canton, la constitution ne prévoyant que « les diverses régions et les communautés linguistiques doivent être équitablement représentées au Conseil fédéral ». Le cas s'est présenté avec Moritz Leuenberger et Christoph Blocher entre 2003 et 2007, puis avec Moritz Leuenberger et Ueli Maurer entre 2008 et 2010 et finalement avec Simonetta Sommaruga et Johann Schneider-Ammann de 2010 à 2018.
Les cantons de Zurich, de Berne et de Vaud ont presque toujours eu un représentant au gouvernement. À l'inverse, quatre cantons n'ont jamais été représentés au Conseil fédéral : Schwytz, Nidwald, Schaffhouse et Uri.

### Parité homme-femme

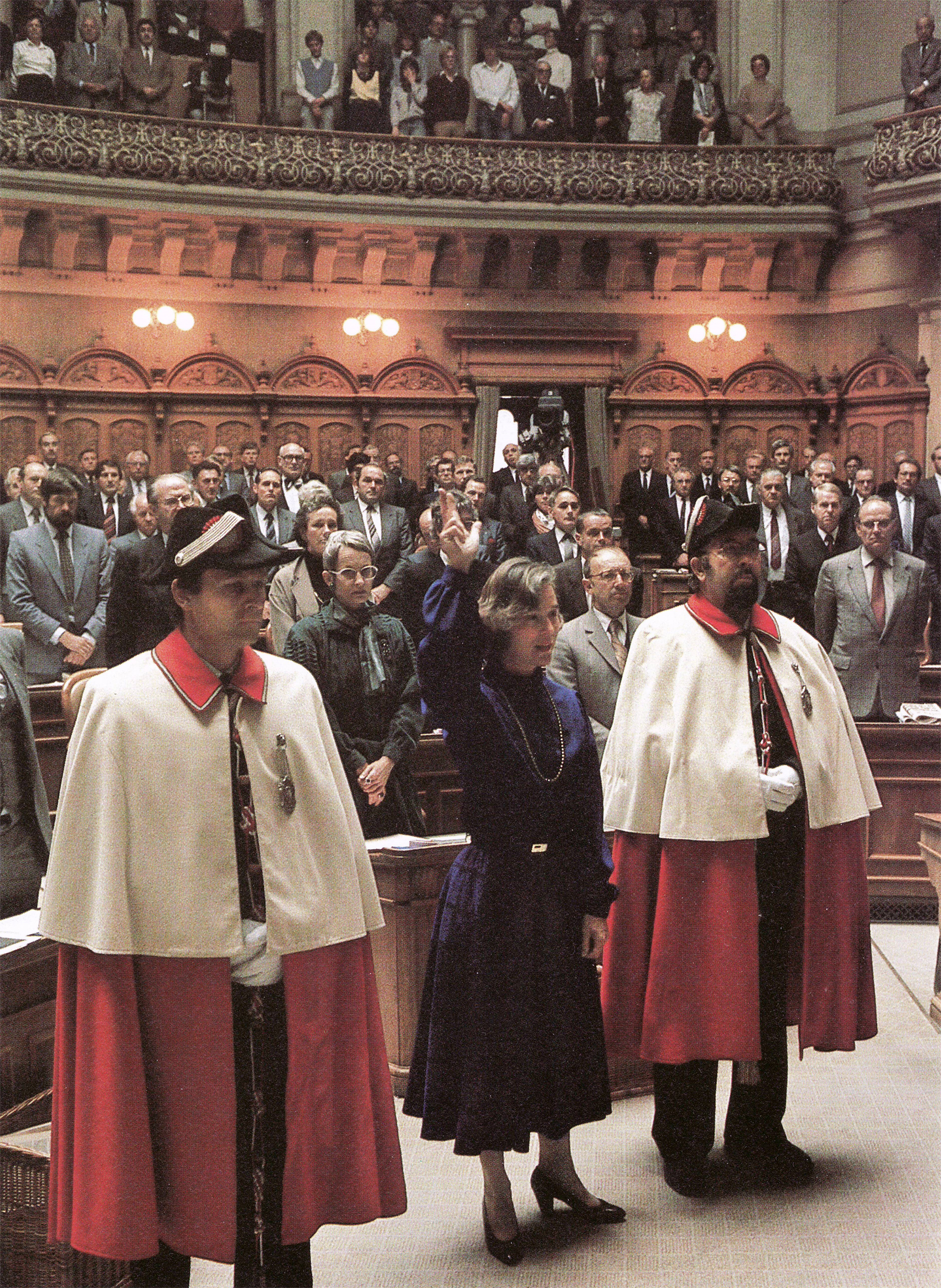
Investiture de la première conseillère fédérale Elisabeth Kopp en 1984.

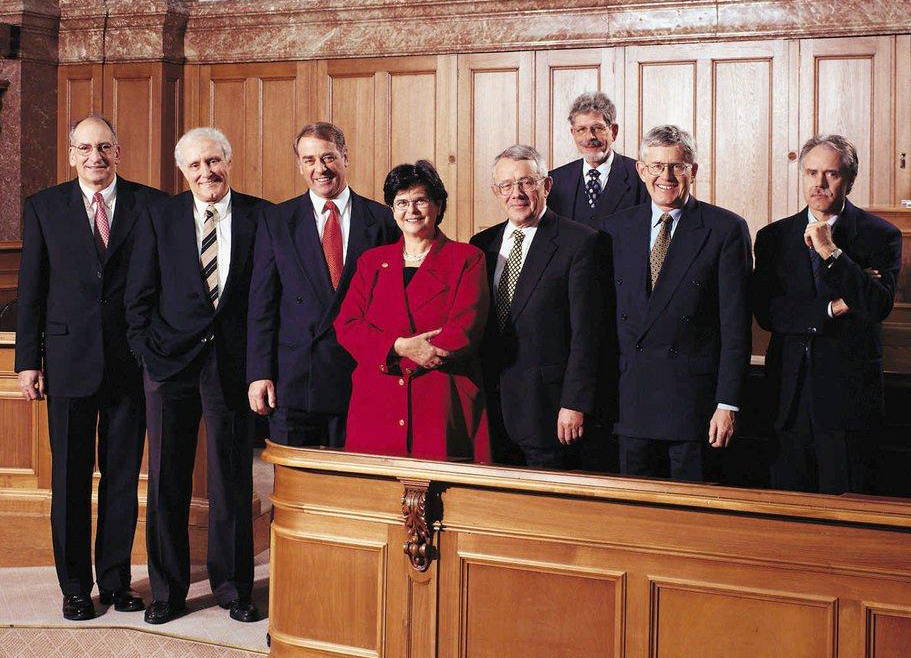
Premier Conseil fédéral présidé par une femme (Ruth Dreifuss en 1999).

Longtemps absentes du Conseil fédéral car privées du droit de vote et d'éligibilité au niveau fédéral jusqu'en 1971, les femmes prennent progressivement dès 1984 une place de plus en plus importante au Conseil fédéral : d'une en 1984 à deux en 1999, elles sont finalement trois entre le 1er janvier 2008 et le 1er janvier 2016, atteignant ainsi la parité hommes-femmes effective si l'on tient compte de la chancelière de la Confédération, fonction tenue par une femme entre 2000 et 2016, qui prend part aux réunions hebdomadaires du Conseil fédéral.
La première candidate officielle sera Lilian Uchtenhagen, l'une des premières femmes élues au Conseil national en 1971, présentée par le Parti socialiste pour le remplacement de Willi Ritschard en 1983. Toutefois, les radicaux, refusant de se faire imposer la première femme au Conseil fédéral, feront élire le socialiste Otto Stich à sa place le 7 décembre 1983.
Dans la foulée, à la suite de la démission inattendue de Rudolf Friedrich pour raisons de santé, les radicaux font élire Elisabeth Kopp le 2 octobre 1984, faisant d'elle la première femme élue au Conseil fédéral. En décembre 1988, quelques jours après son élection à la vice-présidence, une controverse éclate au sujet d'informations qu'elle aurait transmises à son mari Hans Kopp au sujet de problèmes d'une société dont il est administrateur. Elle démissionne le 12 décembre, tout d'abord pour fin février 1989, puis avec effet immédiat le 12 janvier 1989.
Depuis les années 1990, la question de la parité homme-femme au Conseil fédéral revient sur le devant de la scène à chaque élection de l'un de ses membres. En janvier 1993, à la suite du retrait de René Felber, le Parti socialiste désigne la Genevoise Christiane Brunner comme candidate unique ; le 3 mars, l'Assemblée fédérale lui préfère cependant le Neuchâtelois Francis Matthey, répétant le scénario qui s'était déroulé dix ans plus tôt. Après une semaine, Francis Matthey refuse son élection, cas unique au XXe siècle, et les socialistes présentent alors une double candidature formée de Christiane Brunner et Ruth Dreifuss ; le 10 mars, Ruth Dreifuss est élue au troisième tour de scrutin après le retrait de Christiane Brunner. En 1999, Ruth Dreifuss devient la première femme présidente de la Confédération.

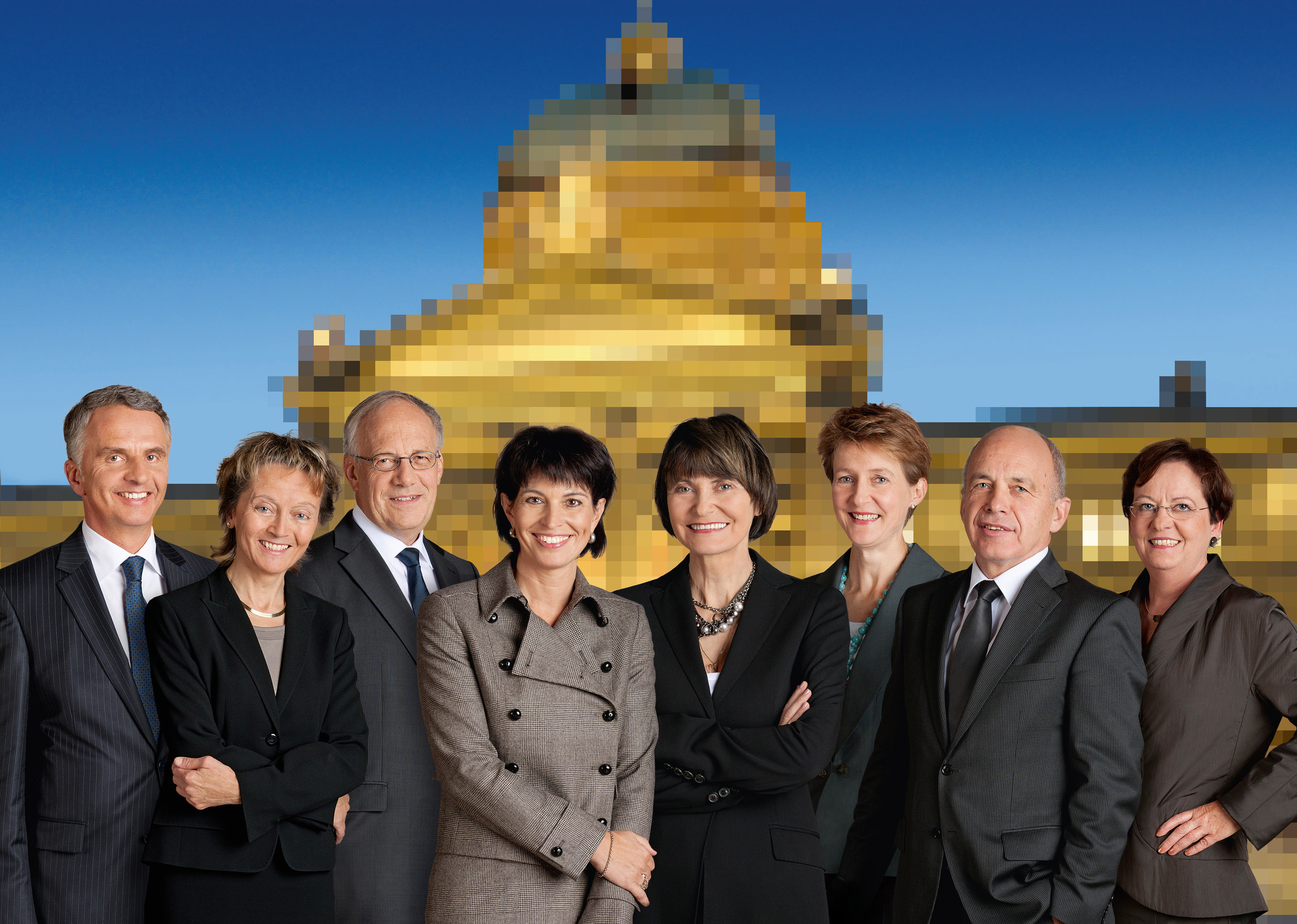
Première photo où le Conseil fédéral est majoritairement féminin (2010).

Durant cette année présidentielle, une deuxième femme, la démocrate-chrétienne Ruth Metzler-Arnold est élue mais sa non-réélection et la non-élection de Christine Beerli en 2003 soulèvent un tollé au sein des milieux féministes. Ruth Dreifuss est remplacée par Micheline Calmy-Rey en 2003 et, le 1er août 2006, Doris Leuthard est élue au premier tour en remplacement de Joseph Deiss. Dès le 1er janvier 2008, une troisième femme siège au Conseil fédéral avec l'arrivée d'Eveline Widmer-Schlumpf en remplacement du conseiller sortant Christoph Blocher non réélu (manque de collégialité, personnalisation...). Enfin, le Conseil fédéral devient à majorité féminine avec l'élection le 22 septembre 2010 de Simonetta Sommaruga, une majorité qui durera jusqu'au 1er janvier 2012 avec le remplacement de Micheline Calmy-Rey par Alain Berset. Après le retrait de Doris Leuthard, Viola Amherd annonce sa candidature pour lui succéder au Conseil fédéral. Elle est retenue le 16 novembre par son parti pour l'élection sur un ticket à deux avec Heidi Z'graggen. Ensuite, le 5 décembre Viola Amherd est élue par l'Assemblée fédérale avec 148 voix sur 244 dès le premier tour. Elle devient ainsi la première représentante féminine du Valais à se faire élire au Conseil fédéral.

### Formule magique
L'idée de la « formule magique », introduite le 17 décembre 1959, avec deux socialistes, deux radicaux, deux démocrates-chrétiens et un démocrate du centre implique tout à la fois une certaine idée de représentation proportionnelle des principaux groupes parlementaires au gouvernement et un accord sur les questions essentielles,.
Le Conseil fédéral élu en 1848 n'était composé que de radicaux, conséquence de la majorité radicale à l'Assemblée fédérale ; au sortir de la Guerre du Sonderbund, ceux-ci n'étaient pas enclins à accepter de conservateurs (dont est issu l'actuel Parti démocrate-chrétien) au sein du Conseil. En 1891, la démission surprise d'Emil Welti, en raison du refus par le peuple de l'achat par la Confédération des grandes lignes nationales de chemin de fer, pousse l'Assemblée fédérale à élire un candidat de compromis, le conservateur Joseph Zemp. En 1919, le scrutin proportionnel est introduit au Conseil national et le démocrate-chrétien Jean-Marie Musy est élu au Conseil. En 1929, les socialistes présentent leur première candidature mais c'est l'agrarien (actuelle Union démocratique du centre) Rudolf Minger qui est élu ; le premier socialiste est Ernst Nobs, élu en 1943 après le succès de ce parti, devenu le premier parti du pays aux élections fédérales ; cette présence sera toutefois de courte durée puisque son successeur, Max Weber, démissionne en 1953 à la suite du rejet par le peuple de son projet de réforme de la fiscalité, renvoyant les socialistes dans l'opposition, et laissant leur siège au radical Hans Streuli.

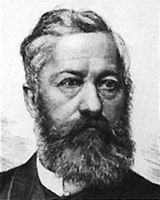
Joseph Zemp, premier conseiller non radical.
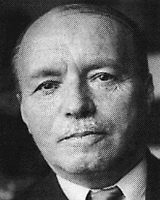
Jean-Marie Musy, premier conseiller démocrate-chrétien.
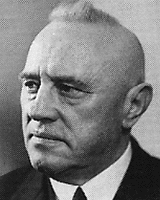
Rudolf Minger, premier conseiller agrarien.
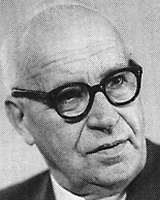
Ernst Nobs, premier conseiller socialiste.

En 1959, quatre conseillers fédéraux se retirent, laissant la porte ouverte à une réorganisation de la composition du Conseil. À l'instigation de Martin Rosenberg, secrétaire général du Parti conservateur-chrétien social, les sièges sont attribués en fonction de la force électorale des partis, soit deux pour les radicaux (65 parlementaires élus), les conservateurs (64 élus) et les socialistes (53 élus) et un pour les démocrates du centre (27 élus). C'est la naissance de la « formule magique »,.
De 1959 à 2003, la composition politique du Conseil fédéral reste inchangée mais les démocrates du centre, qui deviennent le premier parti de Suisse aux élections fédérales de 1999, réclament un deuxième siège. Le 10 décembre 2003, la conseillère fédérale sortante Ruth Metzler-Arnold n'est pas réélue et l'un des sièges démocrate-chrétiens passe entre les mains du démocrate du centre Christoph Blocher, indiquant l'adaptation de la formule magique au nouveau paysage politique. En décembre 2007, l'élection de l'UDC Eveline Widmer-Schlumpf à la place de Christoph Blocher provoque l'ire des démocrates du centre, qui ne reconnaissent plus leurs élus ; à partir de juin 2008, Samuel Schmid et Eveline Widmer-Schlumpf font partie du nouveau Parti bourgeois-démocratique (PBD), issu de scissions de l'UDC. En 2008, à la suite de la démission de Samuel Schmid, l'UDC Ueli Maurer est élu au Conseil fédéral, le Parti bourgeois démocratique (PBD) perd donc un siège au profit de l'UDC. En 2015, Eveline Widmer-Schlumpf démissionne, Guy Parmelin lui succède, le PBD perd son unique siège au profit de l'UDC, on trouve donc au Conseil fédéral depuis 2016 :
- deux membres du Parti socialiste (PSS) ;
- deux membres du Parti libéral-radical (PLR) ;
- deux membres de l'Union démocratique du centre (UDC) ;
- un membre du Parti démocrate-chrétien (PDC) puis du Centre (depuis 2021).

| 16 novembre 1848 | 1er janvier 1892 | 2 juillet 1917 | 1er janvier 1920 | 1er janvier 1930 | 1er janvier 1944 | 1er janvier 1955 | 1er janvier 1960 | 1er janvier 2004 | 1er novembre 2008 | 1er janvier 2009 | 1er janvier 2016 |
| Rad.             | Rad.             | Rad.           | Rad.             | Rad.             | Rad.             | Rad.             | Rad.             | Rad.             | Rad.              | PLR              | PLR              |
| Rad.             | Rad.             | Rad.           | Rad.             | Rad.             | Rad.             | Rad.             | Rad.             | Rad.             | Rad.              | PLR              | PLR              |
| Rad.             | Rad.             | Rad.           | Rad.             | Rad.             | Rad.             | Rad.             | Soc.             | Soc.             | Soc.              | Soc.             | Soc.             |
| Rad.             | Rad.             | Rad.           | Rad.             | Rad.             | Soc.             | PDC              | Soc.             | Soc.             | Soc.              | Soc.             | Soc.             |
| Rad.             | Rad.             | Rad.           | Rad.             | UDC              | UDC              | UDC              | UDC              | UDC              | PBD               | UDC              | UDC              |
| Rad.             | Rad.             | Lib.           | PDC              | PDC              | PDC              | PDC              | PDC              | UDC              | PBD               | PBD              | UDC              |
| Rad.             | PDC              | PDC            | PDC              | PDC              | PDC              | PDC              | PDC              | PDC              | PDC               | PDC              | PDC              |

Périodiquement, à l'occasion de crises politiques, la formule magique est remise en question, en particulier par une partie du Parti socialiste qui menace alors de quitter le gouvernement. D'autres propositions d'aménagement se font jour pour combattre les ruptures de collégialité toujours plus nombreuses : engagement des candidats sur un programme politique minimum, élection groupée des sept conseillers fédéraux et non plus l'un après l'autre, etc. Au vu de l'augmentation des tâches du Conseil fédéral, certains proposent également une augmentation du nombre de conseillers fédéraux.

## Fonctionnement
Le Conseil fédéral se réunit en séance ordinaire une fois par semaine, le mercredi matin, et les séances sont présidées par le président de la Confédération. Les objets soumis à discussion (2 000 à 2 500 par année au total) sont préparés par les divers départements ou par la chancellerie ; les décisions sont ensuite prises si possible par consensus, sans vote ; dans tous les cas, le détail des discussions et des votes est confidentiel. En vertu du principe de collégialité, les décisions prises par le Conseil sont ensuite défendues par tous les membres, quel que soit leur avis sur le sujet.

### Rôle
Le Conseil fédéral est l'« autorité directoriale et exécutive suprême de la Confédération ». Sur le plan intérieur, il dirige les affaires qui sont hors des domaines de compétence des cantons, tels que la défense, et établit le budget et le compte d'État fédéraux. Sur le plan international, il décide de la politique étrangère et représente la Suisse à l'étranger. Du point de vue législatif, il s'occupe des avant-projets de lois fédérales, procédures de consultations et autres activités faisant partie de la phase préliminaire de la procédure législative. Il rédige ensuite les projets de loi et d'arrêtés fédéraux qu'il soumet à l'Assemblée fédérale. Dans le cadre de son activité exécutive, il édicte les ordonnances nécessaires et veille à l'application du droit.
Le système gouvernemental suisse est un cas hybride car combinant un système présidentiel et un système parlementaire selon Arend Lijphart alors que, pour Philippe Lauvaux et Thomas Fleiner-Gerster, il constitue un type à part : le système directorial. La collégialité du gouvernement, en l'absence de premier ministre ou de président, supprime les problèmes de hiérarchie entre chef de l'État et chef du gouvernement ainsi que celui de la concentration du pouvoir aux mains d'un seul homme. Les membres du gouvernement ont donc la double tâche de participer à l'élaboration des décisions du collège et de diriger leur propre département. Le Conseil fédéral « exerce, en tant que collège, la fonction de chef d'État, celle de cabinet, de premier ministre et de [...] dernière instance jugeant les recours administratifs », renforçant ainsi la fusion des pouvoirs exécutifs et son poids dans le système politique suisse.
Ce poids est renforcé par son indépendance vis-à-vis de l'Assemblée fédérale car il ne peut être dissous ou voir l'un de ses membres destitués en cours de législature, si bien que la stabilité gouvernementale est importante, peu de conseillers fédéraux ayant démissionné pour des raisons politiques ou n'ayant pas été réélus au terme d'une législature. De plus, le fait que l'Assemblée fédérale élise un à un les membres du Conseil conduit à une continuité accrue dans le temps : jamais le Conseil fédéral n'a été renouvelé dans sa totalité depuis 1848. Par ailleurs, il n'existe aucun véritable contrôle de ses activités en raison du manque de ressources de l'Assemblée fédérale qui lui délègue beaucoup de ses compétences législatives.
Enfin, il n'existe pas de juridiction constitutionnelle, le Tribunal fédéral n'ayant pas pour compétence de contrôler les lois fédérales. En l'absence de contrôle externe, le contrôle des activités du Conseil est essentiellement intra-organique de par le fait que ses décisions sont prises sur une base collégiale, la plupart étant prises sur la base de dossiers préparés par différents départements, illustrant ainsi un consensus au sein de l'administration fédérale. Toutefois, Raimund Germann avance que « chaque conseiller fédéral accorde la priorité à son rôle de chef de département, donc au travail pour lequel il récoltera éloges ou critique de la part des médias et du Parlement ».

### Concordance
Le système gouvernemental suisse est basé sur le système de concordance (ou « démocratie proportionnelle ») qui caractérise le style politique national au travers de la composition proportionnelle des organes de l'État, de l'intégration des forces politiques, du rejet des conflits et de la recherche de solutions négociées aux problèmes,. Les politologues l'attribuent généralement à l'impact du référendum et de l'initiative populaire, du bicamérisme intégral, du fédéralisme et du système électoral qui contraignent les acteurs politiques à coopter le maximum de forces politiques pour réduire au minimum le risque d'échecs de leurs projets devant le peuple. Certains y ajoutent également les différences culturelles qui poussent à assurer une représentation la plus large possible des minorités. L'homogénéité gouvernementale est tout de même assurée par le mode d'élection des conseillers fédéraux, qui ne peuvent s'appuyer sur les voix de leur seul parti et doivent donc s'en distancer pour espérer rassembler des majorités sur leurs projets et ce en l'absence d'un véritable programme politique commun qui est remplacé par des « lignes directrices » pour la période d'une législature.
La concordance est l'aboutissement d'une histoire caractérisée par le passage d'un cabinet radical à un cabinet rassemblant les principaux partis suisses. En effet, l'intégration des catholiques conservateurs en 1891 avait été le résultat d'une série de référendums perdus pour le gouvernement radical (15 sur 20 en l'espace de vingt ans). L'intégration des socialistes est en revanche plus lente : ils ne se montrèrent ouverts à une participation qu'en 1929 et adoptèrent dans les années 1930 une position plus conciliante en matière économique et de défense nationale. Toutefois, l'échec de la candidature d'Emil Klöti (de) en 1938 conduisit à une initiative avortée pour l'élection du gouvernement par le peuple en 1942 puis à l'élection d'Ernst Nobs le 15 décembre 1943. Le parti se retira toutefois entre 1953 et 1959 à la suite de l'échec référendaire de son conseiller fédéral.
Après la non-réélection du conseiller fédéral UDC Christoph Blocher en 2007, les scissions occasionnées au sein du parti conduisent aux changements d'étiquettes des deux conseillers fédéraux UDC Eveline Widmer-Schlumpf et Samuel Schmid, conduisant à un départ formel de l'UDC du gouvernement après une présence de presque 80 ans. Ce hiatus ne durera qu’une année quand l’UDC rejoignit le gouvernement le 1er janvier 2009 à la suite de l’élection de Ueli Maurer comme successeur à Samuel Schmid.

### Limites institutionnelles
Malgré les importants pouvoirs dont il dispose, le Conseil fédéral n'est pas tout puissant car la Suisse fonctionne selon la dogmatique allemande en matière de juridiction administrative : tout acte doit être fondé sur une base légale, excluant ainsi le gouvernement par décrets sauf dans des cas très limités et encadrés par le système de démocratie directe. De façon plus générale, le système de votations limite grandement sa marge de manœuvre « par son caractère imprévisible » alors que sa voix n'est qu'une parmi toutes celles qui s'expriment durant les campagnes.
De plus, la dilution de la responsabilité au sein du collège au travers de la collégialité et l'hétérogénéité de ses membres participent à l'affaiblissement de son pouvoir réel, même si ce phénomène tend à être contrebalancé par la tendance des médias à personnaliser les décisions prises sur le principal conseiller concerné. Le cumul des pouvoirs exécutifs et les nombreuses tâches représentatives « auprès des commissions parlementaires, du plénum de l'Assemblée fédérale, des médias ou des sommets internationaux » limitent obligatoirement l'activité des conseillers fédéraux et l'usage du potentiel de pouvoirs à leur disposition. L'administration fédérale bénéficie en conséquence de cette dilution du pouvoir.

### Chancellerie fédérale

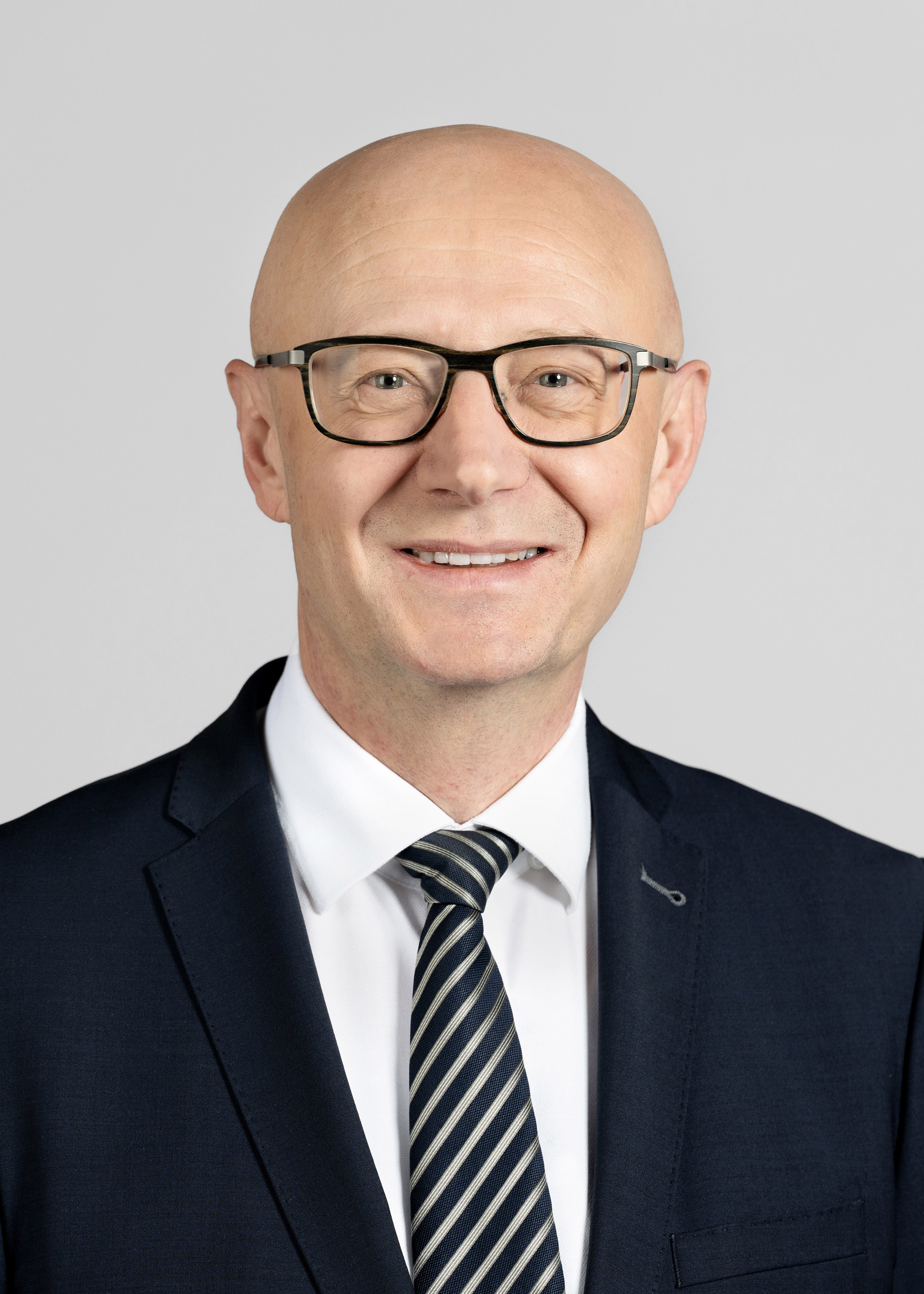
Viktor Rossi, chancelier de la confédération depuis le 1er janvier 2024

La Chancellerie fédérale, définie comme l'« état-major » du Conseil fédéral, est « office de charnière entre le gouvernement, l’administration, le Parlement et la population ». Parmi ses nombreuses responsabilités figurent la publication des documents officiels tels que la Feuille fédérale ou les recueils de lois (Recueil officiel et Recueil systématique).
Elle a à sa tête le chancelier de la Confédération, fonction créée par l'Acte de Médiation en 1803, qui précède dans le temps celle de conseiller fédéral et qui est, jusqu'en 1848, la seule position permanente de la Confédération. Le chancelier, officiellement comparé à un conseiller fédéral dans son rôle de direction de la chancellerie et souvent cité comme le « huitième conseiller fédéral », participe aux séances du Conseil fédéral, avec voix consultative uniquement, et pose sur la photo officielle annuelle du Conseil fédéral. Annemarie Huber-Hotz est, le 15 décembre 1999, la première femme à être élue à cette position. Elle occupe cette fonction jusqu'au 31 décembre 2007.
Le chancelier actuel est Viktor Rossi, membre des vert'libéraux, il a été élu par l'assemblée fédérale le 13 décembre 2023. Son élection succède à quatre législature sous l'égide de chanceliers fédéraux PDC, puis du Centre, respectivement Corina Casanova (2008-2015) et Walter Turnherr (2016-2023).

### Administration fédérale
Chaque département dirigé par un conseiller fédéral est subdivisé en plusieurs offices fédéraux, l'épine dorsale de l'administration, dont les directeurs sont directement subordonnés au conseiller fédéral compétent. C'est avec eux que le conseiller fédéral lance des nouveaux projets ou prépare ses dossiers avant de les présenter à la séance hebdomadaire du gouvernement. C'est aussi les offices qui sont chargés de rédiger les rapports à l'issue de la phase de consultation législative qui servent de base aux délibérations du Conseil fédéral. Dans ce contexte, le nombre strictement limité de départements a conduit à une croissance du nombre d'offices et à la complexification de leur organisation, certains ayant les compétences de plusieurs ministères dans d'autres pays :
| Années | DFAE | DFI | DFJP | DDPS | DFF | DEFR | DETEC | Total |
| ------ | ---- | --- | ---- | ---- | --- | ---- | ----- | ----- |
| 1928   | 1    | 7   | 6    | 15   | 7   | 6    | 3     | 45    |
| 1959   | 4    | 12  | 6    | 11   | 8   | 6    | 6     | 53    |
| 1980   | 5    | 14  | 8    | 7    | 13  | 7    | 7     | 61    |
| 1991   | 6    | 11  | 11   | 7    | 11  | 8    | 7     | 61    |
| 1998   | 2    | 10  | 8    | 7    | 9   | 7    | 7     | 50    |

### Vie des conseillers fédéraux
En comparaison avec les ministres de nombreux autres pays, les conseillers fédéraux vivent une vie similaire à celle des autres citoyens ; la plupart du temps, ils ne bénéficient pas de gardes du corps, ni de mesures de sécurité particulières, et certains d'entre eux, comme Moritz Leuenberger ou Didier Burkhalter, se déplacent en transports publics.
Après leur retrait, presque tous les conseillers fédéraux quittent la politique, à l'exception notable de Max Weber et Christoph Blocher, qui furent réélus au Conseil national après leur départ de l'exécutif fédéral. Aucun d'entre eux n'a écrit de mémoires politiques sur son activité au Conseil fédéral, à l'exception de Ruth Metzler.

### Salaire, indemnités et retraite
En 2024, le salaire annuel d'un conseiller fédéral est de 472 958 CHF (brut) et de 30 000 CHF pour les frais. Le président de la Confédération reçoit en plus une indemnité de 12 000 francs pendant l’année présidentielle. Les conseillers fédéraux ont droit à un véhicule de représentation et à un véhicule de service. Pour leur utilisation à titre privé, un montant équivalant à 0,9 % de la valeur à neuf du véhicule est facturé chaque mois. Les conseillers fédéraux reçoivent également un abonnement général des CFF en 1re classe, d'une valeur de 6 520 francs et un abonnement des remontées mécaniques suisses. 
Les conseillers fédéraux qui quittent leurs fonctions après au moins quatre ans d'activités reçoivent une retraite équivalant à la moitié du salaire d'un conseiller fédéral en fonction.

### Bâtiments
Le Conseil fédéral a pour lieu de réunion le Palais fédéral, où il dispose d'une salle de réunion au premier étage de l'aile ouest et d'un salon de représentation. Le Conseil fédéral a également des résidences de fonction, en particulier la Maison de Watteville à Berne et le manoir du Lohn à Kehrsatz, mais n'y séjourne pas.

### Photographie officielle
Depuis 1993, une photographie officielle du Conseil fédéral est publiée au début de chaque année. La réalisation est gérée par le nouveau président du Conseil fédéral, qui mandate un photographe de son choix. Si le style des images change chaque année, elles respectent néanmoins toujours un certain nombre de codes : le président est généralement situé au milieu de l'image, avec le vice-président à ses côtés, et le message s'inspire toujours du concept d'« unité dans la diversité pour le bien du pays et de sa cohésion ». Avant la réalisation de la photographie officielle, l'idée proposée est testée par des figurants ayant des tailles similaires à celles des conseillers fédéraux. La publication de chaque nouvelle photographie donne lieu à de nombreux commentaires et analyses dans les médias et sur les réseaux sociaux.
| Année | Nom du photographe         | Image | Description | Sources |
| 2024  | Sina Guntern (BE)          |       | Les membres du Conseil fédéral et le chancelier de la Confédération marchent dans l'aile ouest du Palais fédéral, devant une toile représentant un panorama de montagnes (de gauche à droite : Moléson, Pilate, Eiger, Mönch, Jungfrau, Säntis, Dents du Midi, Cervin, Tschingelhörner (de), San Salvatore et Chasseral). L'image est censée représenter l'optimisme, la cohésion et l'anticipation. | ,       |
| 2023  | Matthieu Gafsou (VD)       |       | Le gouvernement est réuni autour d'une grande table au Bernerhof (de). Une boussole, une carte de la Suisse et un livre contenant la Constitution sont posés sur table. Des feuilles volent dans la pièce. L'image est censée montrer la bonne collaboration entre les membres du gouvernement malgré des points de vue différents.                                                                  | ,       |
| 2022  | Stefano Spinelli (TI)      |       | Les membres du gouvernement se tiennent debout sur une carte ferroviaire de la Suisse, dans leur région d'origine, sur fond de couleur rose. La carte montre les principales lignes ferroviaires nationales. L'image, qui illustre l'importance de l'axe sud-ouest nord-est, est censée montrer les liens, la cohésion et la pluralité de la Suisse.                                                 | ,       |
| 2021  | Markus A. Jegerlehner (BE) |       | Les membres du gouvernement, dont les portraits ont été tirés séparément en raison de la pandémie de COVID-19, se tiennent debout devant le Palais fédéral vu du ciel. L'image, avec sa perspective inhabituelle sur le Palais fédéral, est censée inviter à porter un regard nouveau sur les choses.                                                                                                | ,       |